# Église paroissiale Marie Auxiliatrice de Córdoba
L'église paroissiale Marie Auxiliatrice de Córdoba est une église catholique située dans la ville de Córdoba en Argentine.

## Historique
La construction a commencé en 1925 sous l'égide de l'architecte et prêtre italien José Vespigiani, et n'a toujours pas été achevée. Elle a cependant été inauguré en 1971 et consacrée en 1976. La crypte a été achevée en 1928 ,.
La façade est illuminée durant la nuit.

## Dimensions
Les dimensions de l'édifice sont les suivantes :
- Hauteur de la nef ; 26 m
- Longueur de la nef ; 66 m
- Hauteur de la tour centrale ; 53 m
- Superficie ; 1 600 m².